# Этиотропная терапия
Этиотро́пная терапи́я (греч. αιτία «причина» + др.-греч. τρόπος «поворот; изменение») — лечение, направленное на устранение причины возникновения заболевания.

## Примеры
Лечение инфекционного заболевания антибиотиками. Антибактериальные препараты являются этиотропными (то есть действуют на причину — бактерии), для лечения бактериальной инфекции. То же самое можно сказать о противовирусных препаратах, или каких-либо других.